# 성불사의 밤 (영화)
성불사의 밤은 1970년 공개된 김화랑 감독의 대한민국의 영화이다.

## 배역
- 문희 : 윤희 역
- 신성일 : 상현 역
- 박병호 : 동준 역